# William Blume Levy
Pour les articles homonymes, voir Levy.
William Blume Levy (né le 14 janvier 2001 à Horsens) est un coureur cycliste danois, membre de l'équipe Uno-X Pro.

## Biographie
William Blume Levy remporte le contre-la-montre du Festival olympique de la jeunesse européenne en 2017,. À l'issue de cette saison, il est recruté par le club cycliste junior de Roskilde, réputé comme l'un des meilleurs fournisseurs de jeunes talents chez les Danois.
En 2018, il passe en catégorie juniors, et obtient rapidement de bons résultats. Cinquième du Tour des Flandres juniors, il remporte ensuite une étape et termine deuxième du Tour du Pays de Vaud, manche de la Coupe des Nations juniors. Il réalise également un bon été, en s'imposant notamment sur le contre-la-montre du Sint-Martinusprijs Kontich, qu'il termine au pied du podium final. En septembre, il est sélectionné pour disputer ses premiers championnats du monde.
Au début de l'année 2019, il est champion du Danemark de poursuite par équipes sur le Ballerup Super Arena. De retour sur route, il s'impose sur le Tour des Flandres juniors, juste devant un de ses coéquipiers, Tobias Lund Andresen.

## Palmarès sur route

### Par année
- 2017
  -  Médaillé d'or du contre-la-montre au Festival olympique de la jeunesse européenne
- 2018
  -  Champion du Danemark du contre-la-montre par équipes juniors[8]
  - 1re étape du Youth Tour Juniors
  - 2e étape du Tour du Pays de Vaud
  - 3ea étape du Sint-Martinusprijs Kontich (contre-la-montre)
  - 2e du Tour du Pays de Vaud
  - 3e de la Johan Museeuw Classic
  - 3e de la Route des Géants
- 2019
  -  Champion du Danemark du contre-la-montre par équipes juniors[9]
  - Tour des Flandres juniors
  - Classement général de la Ster van Zuid-Limburg
  - Youth Tour :
    - Classement général
    - Prologue, 2e (contre-la-montre), 3e et 4e étapes

  - 3e du Tour du Pays de Vaud
  - 3e du championnat du Danemark du contre-la-montre juniors
  - 3e du championnat du Danemark sur route juniors
- 2020
  - 2e étape du Randers Bike Week
- 2021
  - Bache Grand Prix
  - Gylne Gutuer
  - 2e du championnat du Danemark du contre-la-montre par équipes

### Classements mondiaux
| Année                                 | 2020  | 2021  | 2022  | 2023  | 2024  |
| ------------------------------------- | ----- | ----- | ----- | ----- | ----- |
| Classement mondial                    | 2108e | 1033e | 1282e | 1903e | 1063e |
| UCI Europe Tour                       | 1535e | 768e  | 889e  | nc    | nc    |
|                                       |       |       |       |       |       |
| Légende : nc = non classéSource : UCI |       |       |       |       |       |

## Palmarès sur piste

### Championnats nationaux
- 2018
  - 2e du championnat du Danemark de poursuite juniors
  - 2e du championnat du Danemark de l'américaine juniors
- 2019
  -  Champion du Danemark de poursuite par équipes (avec Frederik Wandahl, Tobias Lund Andresen et Victor Desimpelaere)
  - 2e du championnat du Danemark de l'américaine
  - 3e du championnat du Danemark de l'omnium